# Pelikan kędzierzawy
Pelikan kędzierzawy (Pelecanus crispus) – gatunek dużego, wędrownego ptaka wodnego z rodziny pelikanów (Pelecanidae), zamieszkujący Azję i południowo-wschodnią Europę. Sporadycznie zalatuje do Polski. Bliski zagrożenia wyginięciem.

## Systematyka
Jest to gatunek monotypowy. Bywał niekiedy uznawany za podgatunek pelikana indyjskiego (P. philippensis), ale dość wyraźnie różni się od niego morfologią i zwyczajami lęgowymi.

## Zasięg występowania
Pelikan kędzierzawy występuje wyspowo, głównie w południowo-zachodniej i środkowej Azji, poza tym w Europie: w deltach Wołgi i Dunaju oraz na jeziorach Prespa i Ochrydzkim. W starożytności gniazdował w Europie Zachodniej, a do połowy XIX wieku na Węgrzech. Zimuje w krajach wschodniej części basenu Morza Śródziemnego, w południowej Azji, zaś populacja z Mongolii – na wschodnich wybrzeżach Chin.
Sporadycznie zalatuje do Polski. Przypuszczalnie to stado pelikanów tego gatunku było obserwowane w przelocie koło Wrocławia w 1588 r., co zanotował w swym dziele pt. Theriotropheum Silesiae, będącym alfabetycznie uporządkowanym opisem śląskiej fauny, związany z Gryfowem Śląskim i Jelenią Górą lekarz i przyrodnik Caspar Schwenckfeld.
Pelikany kędzierzawe zostały kilkakrotnie sfotografowane na terenie Polski w 2010, w tym również w Warszawie, a także w latach 2015 i 2016. Łącznie do końca 2018 odnotowano 6 potwierdzonych stwierdzeń.

## Morfologia

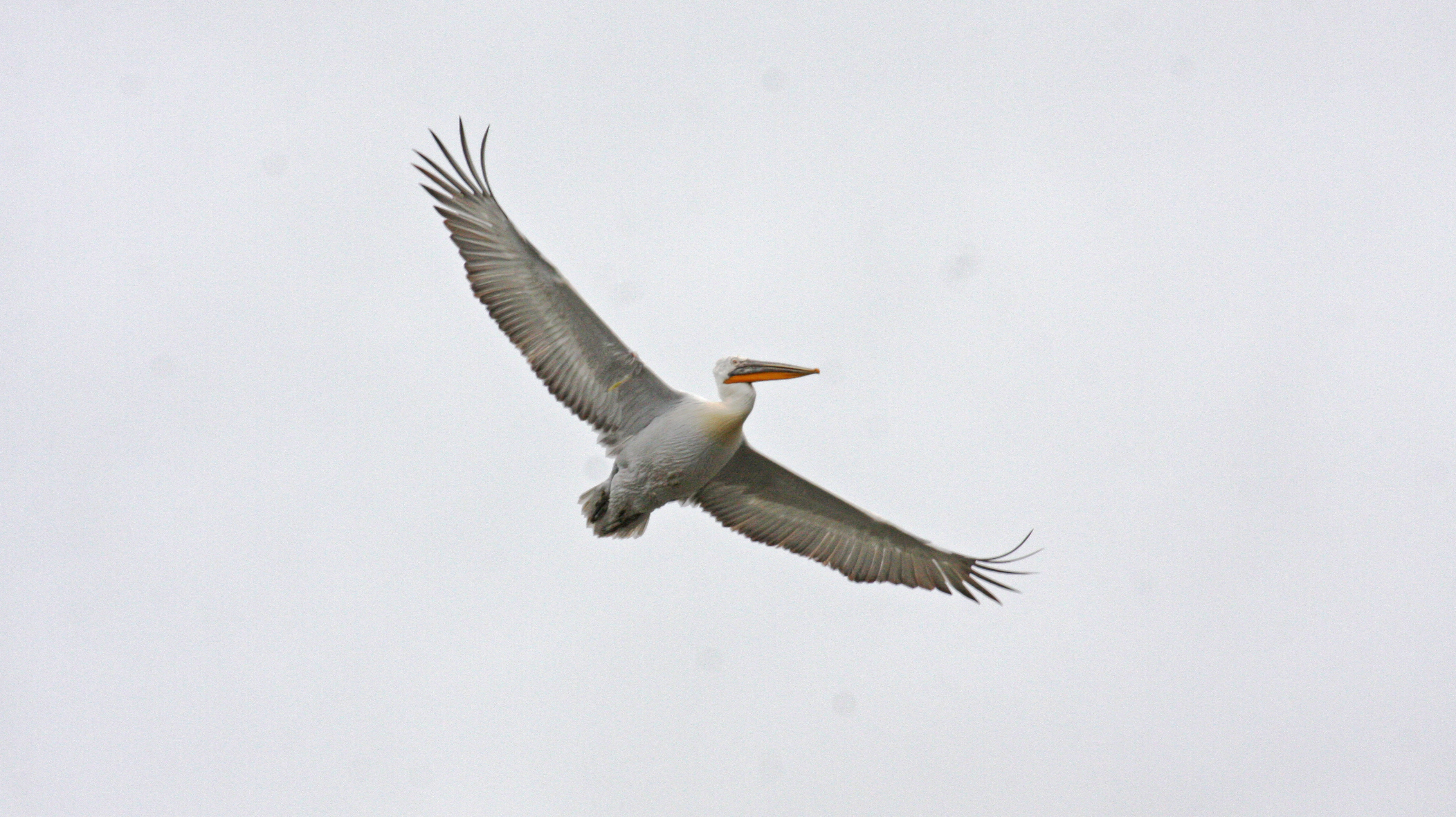
Pelikan kędzierzawy w locie

Cechy gatunkuUpierzenie ciała białe z szaroniebieskim nalotem, srebrne pokrywy skrzydeł. Lotki pierwszorzędowe czarne, drugorzędowe szare. Linia upierzenia na czole prosta. Na głowie i szyi nastroszony czub. Dziób długi i potężny, żółty. W szacie godowej worek skórny pod żuchwą jest pomarańczowo-czerwony, w spoczynkowej – różowy. Nogi szaroniebieskie, żółta plama na piersi. Młode białe.
Wymiary średnie
- Długość ciała ok. 160–175 cm[12]
- Rozpiętość skrzydeł 280–290 cm[12]
- Masa ciała ok. 11–15 kg

## Ekologia i zachowanie

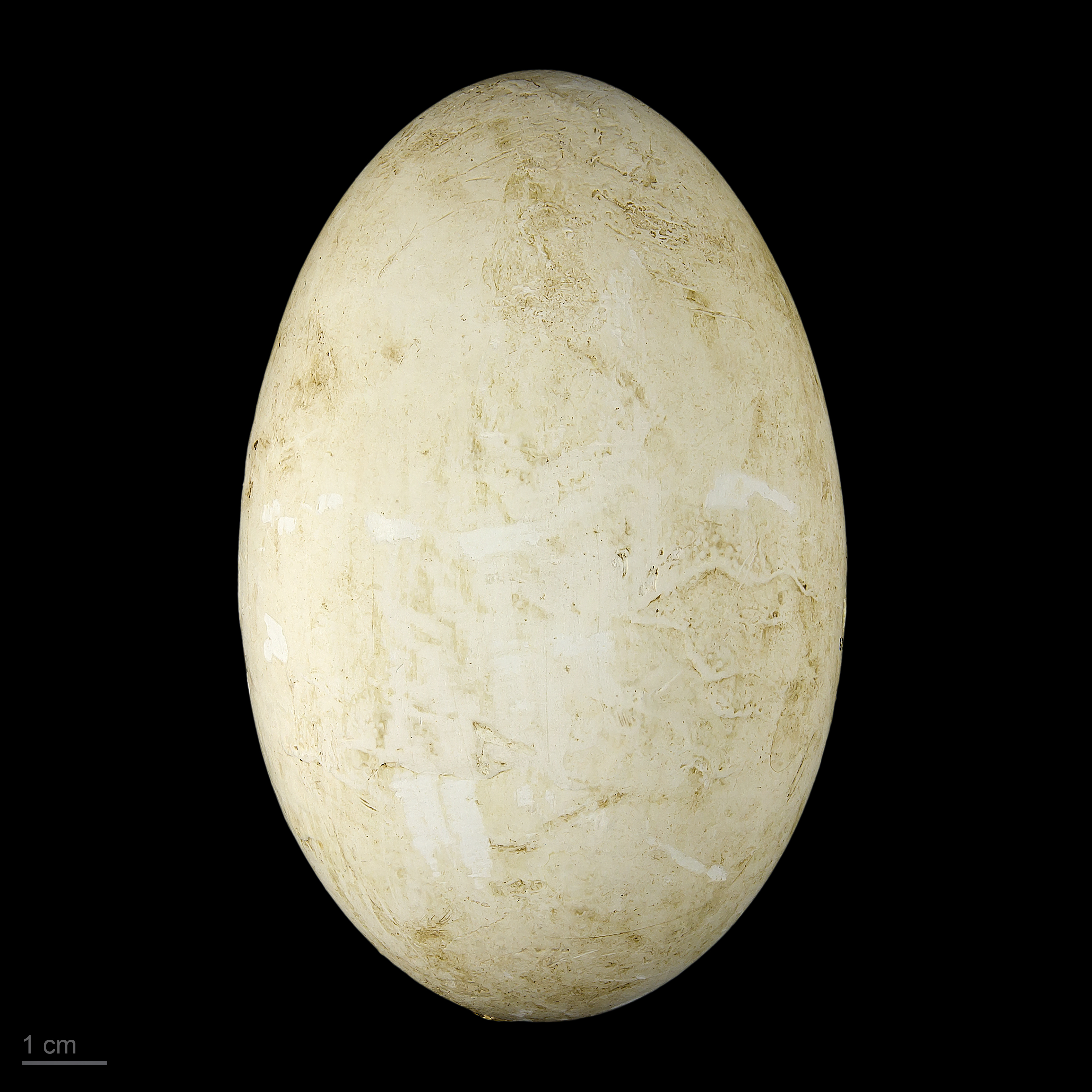
Jajo z kolekcji muzealnej

BiotopRozlewiska, duże jeziora, delty rzek z dużą liczbą wysepek lub szerokim pasem trzcin, rzadziej wybrzeża.
GniazdoGnieździ się kolonijnie. Gniazda blisko siebie. Gniazda buduje z trzcin, traw i patyków, spaja je odchodami.
JajaW zniesieniu 2–4 jaja.
Wysiadywanie, dorastanie młodychJaja wysiadywane przez okres około 31 dni. Młode stają się w pełni opierzone po 75–85 dniach życia. Dojrzałość płciową osiągają po 3 lub 4 latach.
PożywienieNiemal wyłącznie ryby. Poluje samotnie lub współpracuje w grupach.

## Status i ochrona
W Czerwonej księdze gatunków zagrożonych Międzynarodowej Unii Ochrony Przyrody pelikan kędzierzawy do 2016 był zaliczany do kategorii VU (gatunek narażony). W 2017 zmieniono kategorię na NT (bliski zagrożenia), czego powodem był wzrost liczebności populacji europejskich dzięki podjętym działaniom ochronnym. W tym samym roku całkowitą liczebność populacji szacowano na 11 400–13 400 dorosłych osobników. Globalny trend liczebności populacji uznawany jest za spadkowy.
W Polsce podlega ścisłej ochronie gatunkowej.